# Flavio Pace
Flavio Pace (ur. 29 lipca 1977 w Monzy) – włoski duchowny rzymskokatolicki, arcybiskup, podsekretarz Dykasterii ds. Kościołów Wschodnich w latach 2020–2024, sekretarz Dykasterii ds. Popierania Jedności Chrześcijan od 2024.

## Życiorys
8 czerwca 2002 otrzymał święcenia kapłańskie z rąk kardynała Carlo Marii Martiniego i został inkardynowany do archidiecezji mediolańskiej. Po święceniach pracował jako wikariusz w Abbiategrasso, współpracował także przy archidiecezjalnych inicjatywach dotyczących dialogu z islamem. W 2011 rozpoczął pracę w Kongregacji ds. Kościołów Wschodnich.
3 lutego 2020 został mianowany przez papieża Franciszka podsekretarzem Kongregacji ds. Kościołów Wschodnich. 23 lutego 2024 został przeniesiony na stanowisko sekretarza Dykasterii ds. Popierania Jedności Chrześcijan i promowany do stopnia arcybiskupa ze stolicą tytularną Dolia.
4 maja 2024 otrzymał święcenia biskupie w Katedrze Narodzin św. Marii w Mediolanie. Udzielił mu ich arcybiskup Mario Delpini. 